# Igreja de Nossa Senhora da Graça (Vila Nova de Milfontes)
A Igreja de Nossa Senhora da Graça, igualmente denominada de Igreja Matriz ou Igreja Paroquial de Vila Nova de Milfontes, é um monumento religioso na localidade de Vila Nova de Milfontes, no Município de Odemira, na região do Alentejo, em Portugal.

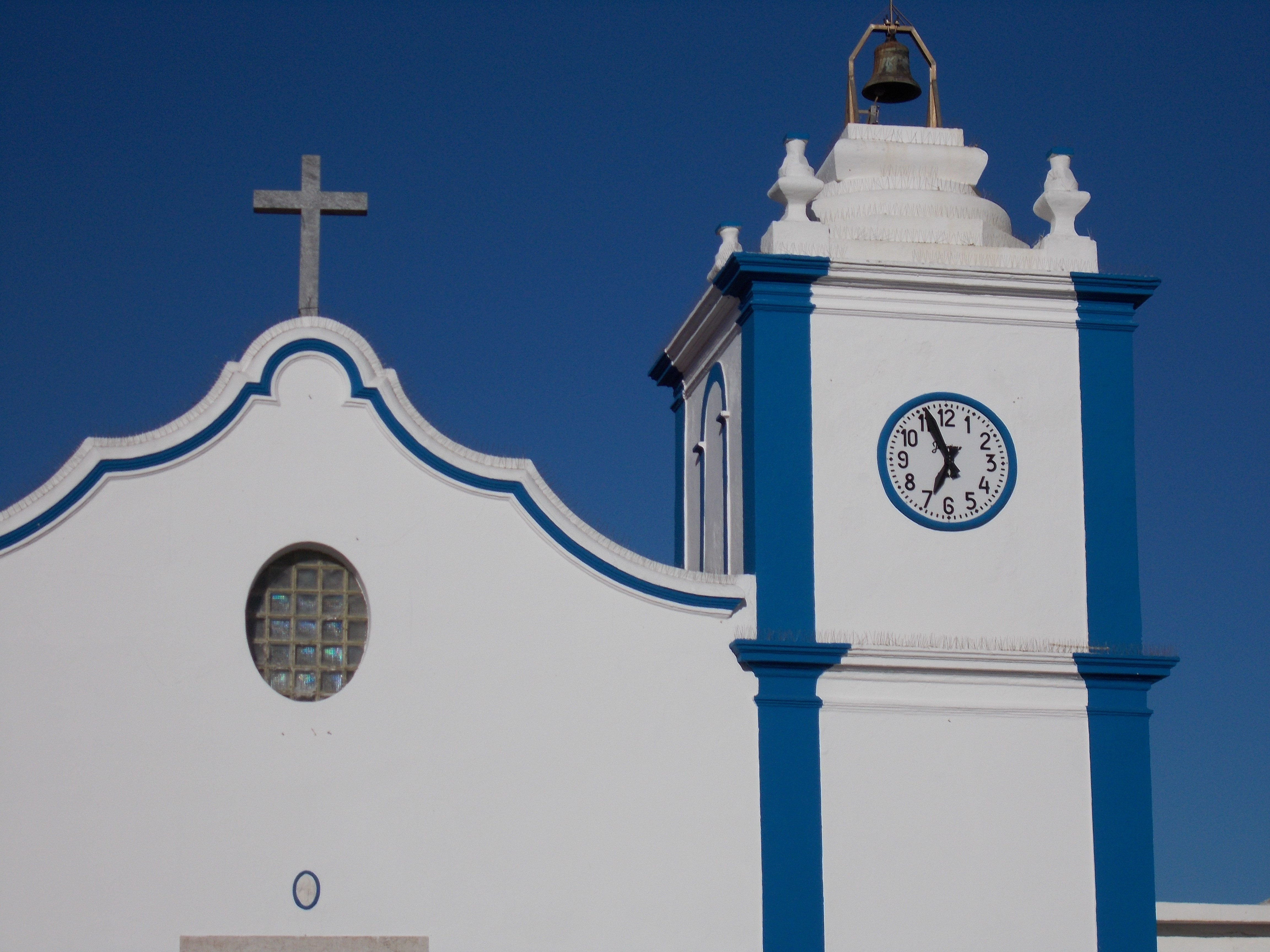
Pormenor da torre sineira e da empena da fachada principal.

## Descrição
O edifício situa-se no Largo da Igreja, em Vila Nova de Milfontes. É o ponto inicial de uma procissão fluvial, que é regularmente organizada em meados de Agosto.
Apresenta uma miscelânea de estilos, devido às várias campanhas de reconstrução e ampliação pelas quais passou, desde os finais do período medieval. Destacam-se a torre sineira, o arco do altar-mor e a fachada principal. Segue um modelo comum às igrejas de importância secundária ou construídas em povoações mais pequenas, sendo composto por uma nave e uma capela-mor, sacristia e outras dependências. Apresenta uma aparência muito sóbria, com poucos elementos de função decorativa, sendo desta forma um exemplo da combinação da arquitectura popular com o chamado estilo chão, possuindo também alguns traços de influência rococó. A presença destes dois estilos, que foram aplicados de forma já muito tardia, pode ser explicada por um certo isolamento da região, que perpetuou modelos arcaicos em detrimento das novas influências, como o neoclassicismo.
O edifício tem uma planta de forma longitudinal, que é formada pela nave e por uma capela-mor, um baptistério, a sacristia, uma torre sineira e outras dependências. Os volumes apresentam coberturas difererenciadas, com telhado de duas águas sobre a nave, enquanto que a torre sineira termina num domo escalonado, com urnas nos ângulos. A fachada principal está dividida em três panos, delimitados por cunhais e pilastras, sendo o central rematado por uma empena de configuração polilobada, revelando desta forma a influência rococó sobre um modelo que foi geralmente aplicado nas fachadas que foram reconstruídas ou restauradas após o Sismo de 1755. Esta solução também foi aplicada no topo da torre sineira, demonstrando a continuação destas tendências após a transição para o século XIX. O portal principal é de verga recta e e tem moldura em cantaria, sendo sobrepujado por um medalhão com a cruz da Ordem de Santiago da Espada, que pode ter pertencido à igreja medieval. Acima deste elemento abre-se um óculo de forma oval, com tijolos de vidro. O pano da direita funciona como base para a torre sineira, de um só pano ladeado por cunhais e encimado por uma cornija, onde se situa o mostrador do relógio.
O acesso à nave faz-se através de um guarda-vento sobreposto pelo coro-alto, sendo a nave coberta por forro de madeira, enquanto que as paredes estão parcialmente cobertas por azulejos polícromos, em tons azuis, amarelos e brancos. No interior destaca-se igualmente a pia de água benta, no estilo gótico, de configuração polilobada, e com decoração em forma de folhas de acanto, que poderá ser também um elemento sobrevivente da estrutura medieval. No lado do Evangelho encontra-se o acesso ao baptistério, através de um arco de volta perfeita sobre pilastras, e depois uma capela lateral, igualmente circunscrita num arco de volta perfeita, com abóbada de berço, e uma mesa de altar sobre em quatro balaústres e mísula em cantaria. O baptistério também tem cobertura em abóbada de berço, e possui uma fonte baptismal em cantaria, de forma circular e pé balaustriforme sobre um plinto cúbico, sendo também de destacar o nicho para os santos óleos, e um painel de azulejos retratando o Baptismo de Cristo. No lado da Epístola encontra-se a porta para a sacristia, em arco de volta perfeita. O arco trunfal é igualmente de volta perfeita, e apresenta uma moldura em cantaria com chave saliente, suportada por pilastras, e com uma mísula em cantaria em cada lado. No fundo encontra-se um crucifixo sobrepujado por um óculo de forma circular, enquanto que do lado direito abre-se um nicho para o sacrário.

## História
Sucede a um templo primitivo que foi construído durante a Idade Média, ou já nos finais do século XV, período ao qual pertence uma pia de água benta no seu interior. Foi reconstruída nos princípios do século XVI, tendo feito parte da Ordem de Santiago da Espada. Foi danificada por sismos em 1531, e posteriormente destruída por piratas islâmicos. Apenas foi ligeiramente atingida pelo Sismo de 1755, cujos danos já estavam reparados em 1758. A torre sineira foi construída nos princípios do século XIX, quando foi igualmente renovada a fachada. Em meados do século XX foi alvo de grandes obras de restauro, durante as quais foi substituída a capela-mor, e instalados os elementos da sacristia e do coro alto.